# الجمعية الأمريكية لدراسة أمراض الكبد
الرابطة الأمريكية لدراسة أمراض الكبد (AASLD) (بالإنجليزية: American Association for the Study of Liver Diseases)‏ هي منظمة رائدة من العلماء والمتخصصين في الرعاية الصحية الملتزمين بالوقاية من أمراض الكبد وعلاجها. تأسست الرابطة الأمريكية لدراسة أمراض الكبد في عام 1950 من قبل مجموعة صغيرة من كبار المتخصصين في الكبد (بما في ذلك هانز بوبر وليون شيف وفريد هوفباور وسيسيل واطسون و جيسي بولمان وشيلا شيرلوك) لجمع أولئك الذين ساهموا في مجال أمراض الكبد.

## مهمة الرابطة
مهمة الرابطة الأمريكة لدراسة أمراض الكبد، تطوير ونشر علم وممارسات طب الكبد، وتعزيز صحة الكبد وجودة رعاية المرضى.
عُرفت أمراض الكبد على أنها تخصص فقط في العقود القليلة الماضية، ولعبت الرابطة الأمريكية لدراسة أمراض الكبد دورًا أساسيًا وموحدًا في تركيز الاهتمام على مشاكل الكبد، فضلاً عن تأسيس مجتمعات الكبد الأخرى.

## المؤتمرات
تستضيف الرابطة الأمريكية لدراسة أمراض الكبد سنويًا لقاء الكبد، وهو أكبر مؤتمر علمي عالمي حول أمراض الكبد. كما تجري العديد من اجتماعات أمراض الكبد الإقليمية التي تختلف في الموضوع والتركيز.

## المنشورات
تنشر الرابطة الأمريكية لدراسة أمراض الكبد أيضًا ثلاث مجلات علمية رئيسية حول أمراض الكبد: أمراض الكبد وزراعة الكبد وأمراض الكبد السريرية.
- أمراض الكبد السريرية [3] هي مجلة مراجعة متعددة الوسائط. ذات تركيز مرضي تمزج النص والصوت والفيديو والندوات عبر الإنترنت والوسائط المتعددة الأخرى في مورد تفاعلي لجميع الأطباء ومقدمي الرعاية الصحية مع مرضى الكبد.

## العضوية
تضم المنظمة ما يقارب أكثر من 7000 عضو، بما في ذلك الأطباء والعلماء وطلاب الطب والمقيمين وغيرهم من المتخصصين في الرعاية الصحية (الممرضات والممرضات الممارسين ومساعدي الأطباء وغيرهم) الذين يعملون في أمراض الكبد والمجالات ذات الصلة.